# Shahrnush Parsipur
Shahrnush Parsipur (persa: شهرنوش پارسی پور)  (Teheran, 17 de febrer de 1946) és una escriptora i traductora iraniana.

## Biografia
Shahrnush Parsipur va néixer el 17 de febrer de 1946; va néixer i es va criar a Teheran. El 1967 va ser contractada per la Ràdio Televisió iraniana com a editora i productora de programes. Parsipur es va llicenciar el 1973 en sociologia a la Universitat de Teheran, i va estudiar llengua i civilització xinesa a la Sorbona de 1976 a 1980.
L'octubre de 1974, en protesta contra les atrocitats comeses pel govern, va dimitir i va ser arrestada per la Savak, la policia secreta del Xa, i detinguda durant uns dos mesos sense càrrecs formals.
Al juliol de 1981, Shahrnush Parsipur va ser empresonada de nou juntament amb alguns membres de la família; va ser alliberada de la presó de la República Islàmica només el març de 1986, després de 4 anys, 7 mesos i 15 dies de detenció, de nou sense cap acusació formal.
El seu primer llibre va ser Tupak-e Qermez (The Little Red Ball – 1969), una història per a joves. Els seus primers contes es van publicar a finals dels anys seixanta. Una de les primeres històries va aparèixer a Jong-e Isfahan, núm. 9 (juny de 1972), un número especial de contes que també va incloure històries d'Esma'il Fasih, Houshang Golshiri, Taqi Modarresi, Bahram Sadeghi i Gholam Hossein Saedi. La seva novel·la Tajrobeha-ye Azad (Ofertes de prova – 1970) va ser seguida per la novel·la Sag va Zemestan-e Boland (El gos i el llarg hivern), publicada el 1976. El 1977, va publicar un volum de contes anomenats Avizeh'ha-ye Bolur (Arrecades de pendent de cristall).
A finals de la dècada del 1980, Parsipur va rebre una atenció considerable als cercles literaris de Teheran, amb la publicació de diverses de les seves històries i diversos avisos i una llarga entrevista amb ella a la revista Donya-ye Sokhan. La seva segona novel·la va ser Touba va ma'na-ye Shab (Touba and the Meaning of Night - 1989), que Parsipur va escriure després de passar quatre anys i set mesos a la presó. Just abans de l'empresonament, el 1990, va publicar una novel·la curta, en forma d'històries connectades, anomenada Zanan bedun-e Mardan (Dones sense homes), que Parsipur havia acabat a finals dels anys setanta. El primer capítol va aparèixer a Alefba, núm. 5 (1974). El govern iranià va prohibir Dones sense homes a mitjans de la dècada del 1990 i va pressionar l'autor perquè desistiés d'aquest tipus d'escriptura. A principis de 1990, Parsipur va acabar la seva quarta novel·la, una història de 450 pàgines d'una dona Don Quixot anomenada Aql-e abirang (Logos de color blau), que no estava disponible a principis de 1992.
El 1994 va anar als Estats Units i va escriure Prison Memoire, 450 pàgines de les seves memòries de quatre vegades que va estar a diferents presons. El 1996 va escriure la seva cinquena novel·la Shiva, una ciència-ficció de 900 pàgines. El 1999 va publicar la seva sisena novel·la, Majaraha-ye Sadeh va Kuchak-e Ruh-e Deraxt (La senzilla i les petites aventures de l'esperit de l'arbre), en 300 pàgines. L'any 2002 va publicar la seva setena novel·la, Bar Bal-e Bad Neshastan (A les ales del vent), en 700 pàgines.
Des de 2006, ha realitzat diversos programes per a Radio Zamaneh amb seu a Amsterdam.

## Premis
Parsipur va rebre el prestigiós premi Hellmann Hammett pels drets humans l'any 1994 i va ser guardonada el 2003 a la Gala de l'Enciclopèdia Iranica de Miami, pels seus èxits de tota la vida com a novel·lista i figura literària, la primera guanyadora de la International Writers Project Fellowship de la Programa d'escriptura creativa i l’Institut Watson d'Estudis Internacionals de la Universitat de Brown per al 2003 al 2004. Va rebre un doctorat honoris causa per la Universitat de Brown el 2010.
El desembre de 2024, Shahrnush Parsipur va ser inclosa a la llista de les 100 dones de la BBC.

## Vida personal
Es va casar amb el director de cinema iranià Nasser Taghvai, però el matrimoni va acabar en divorci després de set anys. Tenen un fill junts.

## Obres

### Novel·les
- Touba i el significat de la nit (novel·la - 1989- طوبی و معنای شب (داستان بلند)
- The Blue Reason (novel·la - 1994 - عقل آبی (داستان بلند)
- Les simples i petites aventures de l'esperit de l'arbre (novel·la - 1999 - ماجراهای ساده و کوچک روح درخت (داستان بلند)
- El gos i el llarg hivern (novel·la - 1974- سگ و زمستان بلند (داستان بلند)
- Asieh Between Two World (novel·la - 2009 - آسیه در میان دو دنیا (داستان بلند)
- Shiva (ciència-ficció - 1999 - شیوا (داستان دانش)
- A les ales del vent (novel·la - 2002) بربال باد نشستن (داستان بلند)

### Altres obres
- Dones sense homes (novel·la - 1990 -  زنان بدون مردان (داستانک)
- Oferta de prova (novel·la - 1975 - تجربه های آزاد (داستانک)
- Penjolls de cristall (contes - 1974 - آویزه های بلور (مجموعه داستان)
- Bola vermella (conte per a nens - 1969 - توپک قرمز)
- Cerimònia del te en presència del llop (contes - 1993 - آداب صرف چای در حضور گرگ
- Men from Various Civilizations (novel·la - 1993 - داستان های مردان تمدن های مختلف)
- Memòria de la presó (memòria - 1996) خاطرات زندان; republicat com a Kissing the Sword: A Prison Memoir (2013, Feminist Press)

### Traduccions
- Astrologia xinesa (1975), de Paola Delsol, de l'anglès طالع بینی چینی
- El mestre Lao Tzu i el taoisme (1987), de Max Kaltenmark, del francès لائوتزه و مرشدان دائوئی نوشته ماکس کالتنمارک، ترجمه ترجمه ارجمه ائوئی
- Tanius' Cliff (1991), d’Amin Maalouf, del francès صخره تانیوس نوشته امین مالوف، ترجمه از فرانسه ٌ
- Witch Hunting, (1990), de Shirley Jackson, de l'anglès شکار جادوگران شرلی جاکسون ، ترجمه از زبان انگلیسی
- Història de la Xina (1995), des de les guerres de l'opi fins a la revolució cultural 4 volums, del francès از فرانسه
- Història de la Xina per a joves (1990), del francès تاریخ چین برای نو جوانان، ترجمه از فرانسه
- Parapsicologia (1990), de la sèrie "What I Know", del francès پیراروانشناسی از سری چه می دانم، ترجمه از فرانسه
- Viatge a l'Oest (1995), de Wu Cheng'en, traduït del francès سیر باختر، رمان، نوشته ووچنگ نن، ترجمه از فرانسه ُرانسه ُ
- Spanking the Maid (2004), de Robert Coover مستخدمه کتک خور، نوشته رابرت کوورو ترجمه از انگلیسی
- An Unquiet Mind (2004), de Kay Redfield Jamison — de l'anglès ذهن بی قرار ، نوشته کای ردفیلد جامیسون ، ترجمه از انگلیییی
- Mitologia (2003), a càrrec del grup de professors de diferents universitats اساطیر جهان، نوشته گروه دانشمندان اسطوره شناس دانشگاهل فهان، نوشته گروه دانشمندان دنیا ترجمه از انگلیسی

## Traducció de les seves obres

### Dones sense Homes
Zanan bedun-e Mardan en persa
- Índia - Aanungal Illatha Pennungal) traduït al malaiàlam per SA Qudsi i publicat per Mathrubhumi Books, Calicut, 2005

El llibre també té una traducció al francès (traduït com a Femmes sans hommes), polonès (Kobiety bez mężczyzn), romanès (Femei fără bărbați), portuguès, espanyol (mujeres sin hombres, ISBN 8481362689) i estonià (Meesteta naised).

### La tuba i el significat de la nit
Tuba va Ma'na-ye Shab en persa
- USA - Touba and the Meaning of Night) traduït a l'anglès per Kamran Talattof, 2005.
- Polònia - Tuba i znaczenie nocy traduït al polonès per Anna Krasnowolska, 2012.

El llibre també està traduït a l'alemany, l'italià i el suec.